# The Return of N.EX.T Part 3: 개한민국
《The Return of N.EX.T Part III - 개한민국》은 록 밴드 N.EX.T의 다섯 번째 정규 앨범이다. 1997년 해체되었던 넥스트의 리더 신해철은 새 멤버들을 영입하여 본 음반을 통해 7년 만에 넥스트로 복귀하게 되었다. 
앨범 발매전부터 넥스트 공식 홈페이지를 통해서 1분 미리듣기를 짧게 제공하기도 했던 적이 있었다.
한편 이 앨범은 일본의 록 전문 잡지인 Euro Rock Press에서 한 평론가의 리뷰로 수작이라는 평가와 함께 주목을 받은 바 있다.
본 음반은 대체로 수록된 곡들만 봐도 알겠지만, 대한민국의 이모저모를 비판하는 의도를 담고 제작된 앨범이다.

## 앨범
넥스트의 리더 신해철은 이 앨범은 저예산으로 제작된 음반이라고 말한 바 있지만, 앨범 곡들을 살펴보면 많은 곡들이 전작과는 또 다른 실험적인 요소가 포함되어 있는데 이 부분에 대해 그는 이것을 가능하게 했던 건 디지털 음악 제작 방식이라고 설명했다. 또 넥스트 앨범 중 처음으로 투베이스·투드럼이 사용되었다.
그리고 이 앨범은 특히 CD 1에서 사회 비판적인 내용들로 가득하다. 그래서 CD 1의 수록곡은 각 방송국 심의를 통과한 곡이 거의 없다. 특히 그 중 MBC에서는 〈개한민국〉의 경우 곡 중간중간에 섞인 욕설 부분을, 〈Saving Private Jesus〉는 특정 종교에 대한 비판을, 〈Dear American〉의 경우에는 특정 랩 부분을 문제삼았다. CD 2의 경우는 CD 1에 비해 친숙한 멜로디와 가사들 덕분에 다행히 대다수의 곡이 금지곡의 신세는 면할 수 있었다. 
또한 〈서울역 (Seoul Station)〉과 〈남태평양 (South Pacific)〉 노래의 뒷부분에는 각각 ”아! 개한민국”과 ”Dear American”의 무삭제판이 히든 트랙으로 들어 있다.
앨범의 부클릿은 사진으로 이루어진 것과, 가사와 앨범 작업방식·수록곡에 대한 설명 등이 있는 책자 두 가지가 들어있다.

## 논란

### 오마이뉴스에 실렸던 비평과 반론
2004년 6월 25일 오마이뉴스에는 배성록이라는 인물이 작성한 《개한민국》 앨범의 평론이 실렸다. 기사에는 이 앨범의 비판뿐 아니라 1997년 넥스트 해체 이후 신해철과 나머지 멤버의 공적, 사적인 행보 등에 대한 언급이 있었다.
이에 대해 신해철은 오마이뉴스에 책임을 묻는다는 내용을 포함해 배성록의 평론가로서의 자질, 사실 왜곡 지적, 앨범 수록곡에 대한 평론 반박, 동방신기 언급 등에 대한 반론을 투고했다. 배성록의 기사는 삭제되었다가 신해철의 반박글이 2004년 6월 29일 게재되면서 다시 복구되었고, 오마이뉴스는 신해철의 반론 기사의 첫머리에 '편집 과정에서 일부 무리가 있는 표현을 적절히 거르지 못한 점을 신해철씨에게 사과한다'라는 언급을 남겼다.

## 수록곡
| #  | 제목 | 비고                               | 재생 시간 |
| -- | --- | ---------------------------------- | --------- |
| 1. | 序曲 : 現世地獄 (서곡 : 현세지옥)                                                                                        |                                    | 6:21      |
| 2. | 아! 개한민국 (Clean Ver.)                                                                                                |                                    | 5:57      |
| 3. | 감염 (Infested) |                                    | 4:20      |
| 4. | Saving Private Jesus (예수 일병 구하기)                                                                                  | Additional Rap: JP                 | 6:23      |
| 5. | 〈80's Series 01〉 Ghost Network (Anarky In The Net)                                                                     | 《신해철의 고스트스테이션》 시그널 | 4:25      |
| 6. | Dear American (featuring : 안흥찬 of CRASH · 요한 of Pia · 정욱 of ARES · 허재훈 of Schizo · Prhyme, PSY, MC Sniper, JP) | Clean Version                      | 7:02      |
| 7. | Generation Crush (Tired Mix)                                                                                             | Chorus Rap featuring : JP          | 5:04      |
| 8. | 서울역 (Seoul Station)                                                                                                   | Flat Mix                           | 6:19      |

- 보너스 트랙(히든 트랙) - 아! 개한민국 (무삭제판, No Cut Ver.)

| #  | 제목                               | 비고             | 재생 시간 |
| -- | ---------------------------------- | ---------------- | --------- |
| 1. | 사탄의 新婦 (신부) (Satan's Bride) | Full Bet Mix     | 5:26      |
| 2. | Growing Up                         | 타이틀곡         | 4:44      |
| 3. | 〈80's Series 02〉 Laura (로라)    |                  | 4:04      |
| 4. | I Am Ssang                         |                  | 3:02      |
| 5. | 아들아, 정치만은 하지마            |                  | 4:59      |
| 6. | Devin's Boogie (Live)              |                  | 4:39      |
| 7. | 사탄의 新婦 (Satan's Bride)        | Royal Albert Mix | 5:26      |
| 8. | 힘을 내!                           |                  | 3:54      |
| 9. | 남태평양 (South Pacific)           |                  | 6:39      |

- 보너스 트랙(히든 트랙) - Dear American (무삭제판, No Cut Ver.)

## GUILTY GEAR XX #RELOAD사운드트랙
이 앨범에 실린 수록곡 중 몇 곡은 넥스트가 2003년에 제작한 《GUILTY GEAR XX #RELOAD》 사운드트랙에 실렸던 연주곡으로 만들어 편곡했다.
- The Day of Judgement(Justice's Theme) - 감염 (Infested, 원곡 듣기 - 유튜브)
- Rogue Hunters(Assassins) - Dear American (원곡 듣기 - 유튜브)
- Final Opus(Survival Mode Ending) - 로라 (Laura, 원곡 듣기 - 유튜브)

## 참여
이 목록은 해당 앨범의 책자 부클릿에서 발췌하였다.
| N.EX.T - 신해철 - 보컬(리드 보컬, 메인 보컬), 프로그래밍(오케스트라 시뮬레이션, F.X, 파일 에디터), 믹싱(Nextoris studio, 서울), 녹음, 스크래치, 코러스, 합창(백 보컬, ultra low, power mid, metallic high) - 데빈 - 전기(전기 기타, 리드 기타)/어쿠스틱 기타, 엠프 셋 업, 기타 녹음, 프로그래밍(업데이트), 코러스, 합창(백 보컬, power mid, shout) - 쌩(원상욱) - 4현/5현 베이스, 부스&케이블 셋 업, 베이스 녹음, 프로그래밍(porn 수집 - 중요함), 코러스, 합창(백 보컬, power low, power mid, castrato ultra high) - 김동혁 - 건반 악기, 신시사이저, 리듬기타, 컴퓨터 작업, 보컬&건반 녹음, 프로그래밍(매킨토시 G5 컨트롤, 해먼드&피아노 시뮬레이션), 믹싱, 코러스, 합창(백 보컬, soft low, soft mid) - 쭈니(이용준) - 드럼, 타악기, 마이크 셋 업, 드럼 녹음, 프로그래밍(루프 창작, 샘플 선발, 파일 분할&연결), 코러스, 합창(백 보컬, soft high, power high) | 코러스 - 수진('아들아, 정치만은 하지마', '힘을 내') - 주댕이('아들아, 정치만은 하지마') - 김나우, 김나연('Growing Up', '아들아, 정치만은 하지마') 스탭 - Howie Weinberg(Masterdisk studio, 뉴욕) - 마스터링 - Roger Lian - 보조 - 강서영 - 아트 디렉터, 디자인 - 김수웅(빅뱅 뮤직 엔터테인먼트 Inc.) - 매니지먼트 - 정진성 |

### 내용주
1. ↑  CD 1 트랙 6번 〈Dear American〉은 1분 미리듣기가 아닌 풀 버전 제공.
2. ↑  그러나 실제로 욕설이 들어갔을 부분이 노래에서는 가사가 없는 것처럼 처리되었다.

### 참조주
1. ↑  배성록 (2004년 6월 25일). “2004년에 만난 90년대 넥스트?”. 오마이뉴스.
2. ↑  신해철 (2004년 6월 29일). “2004년에 만난 90년대 평론(?), 그리고 오마이뉴스의 아킬레스건”. 오마이뉴스.
3. ↑  《개한민국》 라이너 노츠